# Carex microcarpa
Espèce
Classification phylogénétique
Statut de conservation UICN

 LC  : Préoccupation mineure
Carex microcarpa est une espèce de plantes du genre Carex et de la famille des Cyperaceae.